# Ивановское-1 (Тульская область)
Ивановское-1 — деревня в Плавском районе Тульской области России.
В рамках административно-территориального устройства входит в Мещеринский сельский округ Плавского района, в рамках организации местного самоуправления включается в Камынинское сельское поселение.

## География
Расположена в 13 км к югу от города Плавска и в 70 км к юго-западу от центра Тулы.

## Население
| 2002 | 2010 |
| ---- | ---- |
| 285  | ↘264 |